# Mathématiques dans l'Égypte antique
Les mathématiques en Égypte antique étaient fondées sur un système décimal. Chaque puissance de dix était représentée par un hiéroglyphe particulier. Le zéro était inconnu. Toutes les opérations étaient ramenées à des additions. Pour exprimer des valeurs inférieures à leur étalon, les Égyptiens utilisaient un système simple de fractions unitaires.
Pour déterminer la longueur d'un champ, sa surface ou encore mesurer un butin, les Égyptiens utilisaient trois systèmes de mesure différents, mais tous obéissaient aux règles décrites ci-dessus.
Les rares documents mathématiques découverts à ce jour ne donnent qu'une vague idée de l'étendue des connaissances des anciens Égyptiens dans ce domaine. Toutefois, il est certain qu'ils parvenaient à proposer des résolutions de problèmes apparentés à des équations du premier et du second degré. Ils connaissaient les suites numériques et le calcul de volumes et de surfaces avait également atteint un certain degré de complexité.

## Brève histoire des mathématiques dans l'Égypte antique
Si l'on a souvent sous-estimé les connaissances scientifiques des anciens Égyptiens, c'est sans doute à cause du peu de documents dont nous disposons. Les plus anciens sont les inscriptions contenues sur les murs de quelques temples ou tombes, comme celles de la tombe de Metjen (IVe dynastie, vers –2500) qui montrent que les Égyptiens savaient à cette époque calculer correctement la surface d'un rectangle.
Les ostracons apportent également quelques témoignages de l'art des mathématiques égyptiennes. Le plus remarquable est sans doute celui retrouvé à Saqqarah sur lequel figure une courbe placée sur un quadrillage carré. Daté de 2 750 ans avant notre ère, il montre que dès cette première génération de bâtisseurs, les Égyptiens avaient suffisamment de connaissances mathématiques pour élaborer ce type de problème.
Enfin viennent les papyrus. Plus fragiles, ils ont moins résisté au temps et ceux qui sont parvenus jusqu'à nous sont, de fait, postérieurs aux pyramides. Seule, une poignée d'entre eux traite de mathématiques. Citons par exemple le papyrus de Berlin ou celui de Moscou, découvert en 1893 par l'égyptologue russe Vladimir Golenichtchev et conservé au Musée des Beaux-Arts de Moscou. Daté de la fin du Moyen Empire et rédigé en écriture hiératique, il contient vingt-cinq problèmes mathématiques. Mais le papyrus mathématique le mieux conservé, le plus complet et le plus prestigieux est le papyrus Rhind, du nom de son premier propriétaire l'Écossais Alexander Henry Rhind, qui l'acheta peu après sa découverte à Thèbes en 1857. Rédigé en écriture hiératique et daté du début du XVIe siècle avant notre ère, c'est une copie d'un document plus ancien. Il présente une suite de quatre-vingt-sept problèmes mathématiques, accompagnés de leurs solutions.
Selon certains auteurs, certaines connaissances des mathématiques grecques auraient pu venir de l'Égypte antique.

## Numération égyptienne
Les Égyptiens de l'Antiquité utilisaient un système de numération décimal, mais dans lequel le zéro n'existait pas. Chaque ordre de grandeur (unités, dizaines, centaines, etc.) possédait un signe répété le nombre de fois nécessaire. C'était donc un système additionnel.

## Les unités de mesure
Plusieurs systèmes coexistaient selon le type de mesure désirée.
Pour mesurer des longueurs, il existait deux systèmes. Le premier, le système à division digitale, était basé sur la grande coudée ou coudée royale (meh ni-sout). Cette coudée représentait la distance entre le bout du majeur et la pointe du coude et mesurait un peu plus de 0,5 mètre. Cette unité était celle utilisée en architecture, mais aussi pour la hauteur d'une crue. Cent coudées constituent un khet. Le système fut réformé sous la XXVIe dynastie égyptienne : une coudée royale, divisée avant réforme en sept palmes et vingt-huit doigts, valut après réforme six palmes et vingt-quatre doigts.
Le deuxième système, le système à division onciale, était lui basé sur la coudée sacrée (meh djeser). Celle mesurait quatre palmes ou seize doigts, soit 4/7 (1/2+1/14) de la coudée royale avant réforme, et 2/3 de celle-ci ensuite. La canne, de 2+1/3 coudées sacrées avant réforme, et de deux coudées sacrées après réforme, conserve une valeur d'environ 0,7 m. Il était principalement utilisé pour la décoration des tombes, temples et palais.
Pour les surfaces, l'unité de mesure était l'aroure. Elle représentait un carré de un khet (cent coudées) de côté. On nommait coudée de terre (meh) une bande d'une coudée sur cent. L'aroure était utilisée pour mesurer des terres, et construire un cadastre précis après chaque crue.
Pour mesurer des volumes, l'unité de mesure était l'heqat. Les mesures s'effectuaient grâce à un sac de cuir de vingt heqat. Les Égyptiens avaient réussi à établir une correspondance de ce système avec celui des longueurs : il y avait équivalence entre le cube de la coudée royale et trente heqat. L'heqat était utilisé pour mesurer les récoltes de grain.
Pour mesurer un poids, l'unité de mesure était le deben. À l'Ancien Empire, son poids variait selon le type du produit pesé (or, cuivre…), mais au Nouvel Empire, ce système se simplifia et ne garda qu'un étalon unique (d'environ 91 grammes). De petits cylindres en pierre servaient à la mesure et matérialisaient cet étalon. Cette unité servait à mesurer l'importance d'un butin ou d'un poids de métaux précieux utilisés pour une décoration.

## Les fractions
Il existe deux systèmes de notation, celui dit de l'Œil oudjat pour des fractions binaires, et celui consistant à diviser un nombre (souvent un) par un autre, souvent supérieur.
Les Égyptiens disposaient de techniques d'addition et de multiplication.

### L'Œil d'Horus ou Œil Oudjat

L'Oudjat (vue de droite à gauche).

Une hypothèse célèbre lancée en 1911 par l'égyptologue Georg Möller consiste à identifier certains signes utilisés pour exprimer des capacités en grain avec des parties du dessin, stylisées, de l'Œil d'Horus, une représentation de l'œil gauche d'Horus perdu puis retrouvé.
Selon la légende, Seth le lui ôta par jalousie et le découpa en plusieurs morceaux, Thot en retrouva six morceaux (qui dans l'hypothèse de Möller, largement reprise, représentaient les six fractions, 1/2, 1/4, 1/8, 1/16, 1/32 et 1/64) mais il manquait encore 1/64 pour faire l'unité. Thot y aurait ajouté alors « le liant magique » permettant à l'œil de recouvrer son unité.
On trouve ces signes par exemple dans certaines sections du papyrus Rhind, les deux dernières vérifications de la section R37 et la dernière de la section R38 sont ainsi proposées sous forme de volumes de grains en heqat et écrites avec ces signes, de même que le calcul de la section R64.
Möller voyait dans cette identification la source (religieuse, donc) des signes utilisés pour les fractions. Cette hypothèse a été abandonnée avec la découverte de nouveaux textes permettant de retracer le développement de ces signes.

### Fractions ordinaires
N'importe quelle fraction que nous écrivons avec un numérateur non unitaire était écrite par les anciens Égyptiens comme une somme de fractions unitaires sans que deux de ces dénominateurs soient les mêmes.
Le hiéroglyphe en forme de bouche ouverte qui signifie partie, était utilisé pour représenter le numérateur 1 :
| D21 |

| D21 |

Les fractions étaient écrites avec ce hiéroglyphe dessus et le dénominateur en dessous. Ainsi 1/3 était écrit :
| D21 · Z1 · Z1 · Z1 |

| D21 · Z1 · Z1 · Z1 |

Il y avait des symboles spéciaux pour les fractions les plus courantes comme 1/2 et pour deux fractions non unitaire 2/3 et 3/4 :
| Aa13 |

| Aa13 |

| D22 |

| D22 |

| D23 |

| D23 |

Si le dénominateur devenait trop large, la « bouche » était placée juste au début du dénominateur :
| D21 · V1 · V1 · V1 | V20 · V20 · V20 · Z1 |

| D21 · V1 · V1 · V1 | V20 · V20 · V20 · Z1 |

### La «table de deux» du papyrus Rhind
Le papyrus Rhind (environ -1650) qui est conservé au British Museum de Londres, est le plus important document nous informant des connaissances mathématiques des temps anciens. Il comporte 84 problèmes résolus d'arithmétique, de géométrie et d'arpentage. Mais, avant de prendre connaissance de ces problèmes, l'égyptien devait avoir à sa disposition différentes tables lui permettant de décomposer directement les fractions non unitaires en fractions unitaires. Une de ces tables, la table dite « des fractions doubles » ou « de 2/n », se trouve en première position sur le Papyrus de Rhind. Elle répertorie les fractions dont le numérateur est deux et dont le dénominateur n varie de trois à cent-un, n impairs et donne leur équivalent en somme de fractions unitaires.
Quelques exemples de décomposition en fractions unitaires de la table de deux :
|  | 2/5   | → 1/3 + 1/15                    |
|  | 2/7   | → 1/4 + 1/28                    |
|  | 2/9   | → 1/6 + 1/18                    |
|  | 2/11  | → 1/6 + 1/66                    |
|  | 2/101 | → 1/101 + 1/202 + 1/303 + 1/606 |

Ces différents résultats furent obtenus par les anciens égyptiens en appliquant la technique de la division.
Exemple de 2/5 :
|   | 1          | 5       |
|   | 2/3        | 3 + 1/3 |
| ✔ | 1/3        | 1 + 2/3 |
| ✔ | 1/15       | 1/3     |
|   |            |         |
|   | 1/3 + 1/15 | 2       |

(1 + 2/3) + 1/3 = 2 par conséquent le résultat est 1/3 + 1/15.

## Connaissances arithmétiques
Les Égyptiens connaissaient les quatre opérations, pratiquaient le calcul fractionnaire, étaient capables de résoudre des équations du premier degré par la méthode de la fausse position et de résoudre certaines équations du second degré. Le papyrus Rhind explique comment calculer l'aire d'un cercle en utilisant une approximation fractionnaire de pi : 4x(8/9)x(8/9)=3,16. Le papyrus de Moscou, quant à lui, explique entre autres comment calculer le volume d'une pyramide tronquée et la surface d'une demi-sphère, montrant que les anciens Égyptiens avaient de bonnes connaissances en géométrie.

### Addition et soustraction
Bien qu'aucune explication ne soit fournie par les papyrus mathématiques, le système additionnel de la numération égyptienne rend toutes naturelles les opérations d'addition et de soustraction.
L'addition de deux nombres consistait à compter le nombre de symboles total correspondant à une même grandeur. Si le nombre de cette grandeur dépassait dix, le scribe remplaçait ces dix symboles par le symbole de la grandeur supérieure.
Exemple2343 + 1671
| M12 | M12 | V1 · V1 · V1 | V20 · V20 · V20 · V20 | Z1 · Z1 · Z1 |

| M12 | M12 | V1 · V1 · V1 | V20 · V20 · V20 · V20 | Z1 · Z1 · Z1 |

+
| M12 | V1 · V1 · V1 · V1 · V1 · V1 | V20 · V20 · V20 · V20 · V20 · V20 · V20 · Z1 |

| M12 | V1 · V1 · V1 · V1 · V1 · V1 | V20 · V20 · V20 · V20 · V20 · V20 · V20 · Z1 |

nous donne
| M12 | M12 | M12 | V1 · V1 · V1 · V1 · V1 · V1 · V1 · V1 · V1 · V20 | V20 · V20 · V20 · V20 · V20 · V20 · V20 · V20 · V20 · V20 | Z1 · Z1 · Z1 · Z1 |

| M12 | M12 | M12 | V1 · V1 · V1 · V1 · V1 · V1 · V1 · V1 · V1 · V20 | V20 · V20 · V20 · V20 · V20 · V20 · V20 · V20 · V20 · V20 | Z1 · Z1 · Z1 · Z1 |

Soit :
| M12 | M12 | M12 | V1 · V1 · V1 · V1 · V1 · V1 · V1 · V1 · V1 · V1 | V20 | Z1 · Z1 · Z1 · Z1 |

| M12 | M12 | M12 | V1 · V1 · V1 · V1 · V1 · V1 · V1 · V1 · V1 · V1 | V20 | Z1 · Z1 · Z1 · Z1 |

Finalement, le résultat est :
| M12 · M12 · M12 · M12 | V20 | Z1 · Z1 · Z1 · Z1 |

| M12 · M12 · M12 · M12 | V20 | Z1 · Z1 · Z1 · Z1 |

### Multiplication
La technique de multiplication en Égypte antique reposait sur la décomposition d'un des nombres (généralement le plus petit) en une somme et la création d'une table de puissance pour l'autre nombre. Très souvent, cette décomposition s'effectuait suivant les puissances de deux. Mais celle-ci pouvait varier en fonction de la complexité de l'opération. Le plus petit nombre pouvait ainsi être décomposé alternativement suivant les puissances de deux, les dizaines et les fractions fondamentales telles que 2/3, 1/3, 1/10, etc.

### Division
La technique de division en Égypte antique reposait sur le même principe que la multiplication, en ce sens où des tables constituées de puissances de deux successives, de fractions fondamentales et de dizaines étaient utilisées pour résoudre le problème.

### Carré et racine carrée
Le carré d'une valeur appliqué au calcul d'une surface peut sans aucun problème être assimilé à une simple multiplication. Par contre, les racines carrées, dont il est assuré qu'elles furent connues des anciens Égyptiens, n'ont laissé aucun document nous permettant de comprendre la technique d'extraction opérée par eux.
L'énoncé du problème mathématique du papyrus Berlin 6619 (voir § Équations du second degré ci-dessous) contient la racine carrée de 1 + 1/2 + 1/16, soit 1 + 1/4 ; ainsi que la racine carrée de cent, c'est-à-dire dix.
À en juger par les exemples connus d'extraction d'une racine carrée, il semble que le scribe ne connaissait que les radicaux simples, résultant en entiers ou en peu de fractions. Toutefois, l'absence d'opérations dans les problèmes traités indique que le scribe devait avoir à sa disposition des tables contenant le résultat des racines carrées usuelles.
Les papyrus Kahun et le papyrus de Moscou contiennent des applications aux racines carrées, mais il est notable que le plus important papyrus mathématique, le papyrus Rhind, n'en contient aucune.

## Connaissances géométriques
S'il n'existe pas de discussion théorique sur les figures, ou de démonstration, au sens actuel, dans les textes qui nous sont parvenus, de nombreux problèmes des mathématiques égyptiennes concernent l'évaluation de quantités numériques attachées à différentes formes, aires ou volumes, par exemple.
Les Égyptiens réussirent ainsi à calculer l'aire d'un disque en élevant au carré les 8/9 du diamètre, ce qui reviendrait à une approximation de pi égale à 3,1605. Ils pouvaient calculer les volumes de pyramides et de cylindres et l'aire d'une sphère. Certains problèmes figurant sur les papyrus mathématiques du Moyen Empire permettent de calculer des longueurs associées à des racines d'entiers variées.

## Résolutions d'équations
Le papyrus Rhind et le papyrus de Moscou contiennent différents problèmes que de nombreux auteurs ont assimilé à des problèmes algébriques de résolutions d'équations à une inconnue (voire deux inconnues), du premier et du second degré. Loin de faire l'unanimité, ce rapprochement met au moins l'accent sur une méthode efficace de résolution présageant l'utilisation de variables et d'inconnues.

### Recherches d'une quantité (les problèmes‘ḥ‘w)
Le scribe égyptien ne pose jamais les problèmes sous forme d'équations algébriques (ignorant le zéro,il ne connaît pas d'opérateurs mathématiques tels que +, –, x ou %, ni la notion d'inconnue posée par une lettre telle que x). Cependant, la technique utilisée pour résoudre ces problèmes s'apparente bien souvent aux méthodes modernes de résolution d'équations. L'inconnue dont la valeur est à déterminer est toujours désignée par la quantité ‘ḥ‘ (‘ḥ‘w au pluriel).
Exemple du problème M25 du papyrus de Moscou
| Problème ‘ḥ‘ posé par le scribe                               | Transcription du problème en langage algébrique moderne |
|                                                               |                                                         |
| Calcul d'une quantité (‘ḥ‘) à déterminer telle que            |                                                         |
| si elle est traitée 2 fois avec elle-même, il en vient 9      | X + 2X = 9                                              |
| Quelle est donc la quantité qui s'exprime ainsi ?             | que vaut X ?                                            |
| Tu dois faire en sorte de calculer le total de cette quantité |                                                         |
| avec sa deuxième (quantité). Le résultat est 3.               | X + 2X = 3X                                             |
| Avec ces 3 tu dois trouver 9.                                 | 3X = 9                                                  |
| Le résultat est 3 fois.                                       | 9/3 = 3                                                 |
| Vois c'est 3 qui s'exprime ainsi.                             | X = 3                                                   |
| Tu trouveras cela correct                                     | Vérification de l'énoncé avec le résultat. 3 + 2×3 = 9  |

Une seconde technique consistait à résoudre les problèmes par la méthode de la fausse position. C'est-à-dire que l'on attribuait à la quantité inconnue une valeur quelconque. Le résultat donné par cette valeur était évidemment faux, mais pouvait être corrigé par la règle de proportionnalité inhérente aux équations linéaires. C'est bien cette propriété, fondée sur une méthode empirique, qui fut utilisée ici.
Exemple du problème R26 du papyrus Rhind
Une quantité (‘ḥ‘) à laquelle on ajoute ses 1/4 devient 15 (soit X + 1/4X = 15).
Première étape : une valeur aléatoire est donnée à cette quantité, en l'occurrence 4. Le scribe calcule donc 4 + 1/4x4, dont le résultat ne sera évidemment pas 15 :
| ✔ | 1       | 4 |
| ✔ | 1/4     | 1 |
|   |         |   |
|   | 1 + 1/4 | 5 |

Le résultat est 5.
Deuxième étape : le résultat n'est pas 15 mais 5. Quel est donc le rapport entre ces deux résultats ?
| ✔ | 1 | 5  |
| ✔ | 2 | 10 |
|   |   |    |
|   | 3 | 15 |

Le rapport vaut 3. Par conséquent la relation entre notre valeur aléatoire 4 et la quantité ‘ḥ‘ vérifiant l'égalité posée dans le problème est 4×3 = ‘ḥ‘.
Troisième étape : calcul de 4×3
|   | 1 | 3  |
|   | 2 | 6  |
| ✔ | 4 | 12 |
|   |   |    |
|   | 4 | 12 |

Le résultat est 12.
Quatrième étape : le scribe vérifie l'exactitude de sa solution par la vérification de l'égalité (soit 12 + 1/4×12 = 15)
| ✔ | 1       | 12 |
| ✔ | 1/4     | 3  |
|   |         |    |
|   | 1 + 1/4 | 15 |

La quantité ‘ḥ‘ vaut bien 12 et ses 1/4 ajoutés à elle-même font un total de 15.

### Équations du second degré
Certains énoncés posent le problème de la recherche d'une ou plusieurs quantités dont la somme des carrés est connue. Le papyrus Berlin 6619 offre un très bon exemple du type de résolution par fausse position proposé par les anciens Égyptiens, sous la forme d'un système équivalent à deux équations à deux inconnues.
Énoncé du problème

« Si on te dit : cent coudées carrées sont divisées en deux surfaces (quantités ‘ḥ‘w dans le texte original), et 1 sur 1/2 1/4 est le rapport des côtés de la première surface (quantité) et de l'autre surface (quantité). Veuilles faire en sorte que je connaisse la quantité de ces surfaces. Le calcul de l'un des carrés est avec 1 et le calcul de l'autre est avec 1/2 1/4 de 1. Prends le 1/2 1/4 du côté de l'une des surfaces pour le côté de l'autre. Le résultat est 1/2 1/4. Multiplie-le par 1/2 1/4. Le résultat est 1/2 1/16 pour l'aire de la plus petite surface. Si la quantité du côté du grand carré est 1, et que celle de l'autre est 1/2 1/4, et que tu fais la somme des deux carrés. Le résultat est 1 1/2 1/16 (le texte original contient ici une erreur puisqu'il est noté 1 1/4 1/16). Tu prends sa racine carrée. Le résultat est 1 1/4. Tu prends alors la racine carrée de 100. Le résultat est 10. Multiplie 1 1/4 pour trouver 10. Le résultat est la quantité 8 (pour le côté du grand carré). Tu feras le 1/2 1/4 de 8. Le résultat est la quantité 6 pour le côté du plus petit carré. »

Explication
Le problème est de trouver les aires de deux carrés différents dont la somme est égale à l'aire d'un carré de 100 coudées2, le rapport des côtés de ces deux carrés étant de 1 pour (1/2 + 1/4).
Posons X la longueur du côté du petit carré, et Y la longueur du côté du grand carré. Par conséquent, l'énoncé serait traduit en langage algébrique moderne par X² + Y² = 100 et X/Y = 1/2 + 1/4.
Le scribe ne différencie pas deux variables. Les côtés des deux carrés étant liés par la relation 1 pour 1/2 + 1/4, il décide d'affecter la valeur 1 au côté du plus grand carré, et 1/2 + 1/4 au côté du plus petit. C'est la méthode de la fausse position déjà étudiée ci-dessus. Il calcule donc les aires des deux carrés : (1/2 + 1/4) ² et 1². Il obtient un total de 1 + 1/2 + 1/16. L'aire totale des deux carrés est donc de 1 + 1/2 + 1/16. Il en déduit le côté du carré équivalent à cette surface en extrayant la racine carrée de 1 + 1/2 + 1/16. Il vient 1 + 1/4. Or le côté du carré de départ est 10 (racine carrée de 100 effectuée par le scribe). Le rapport de 10 sur (1 + 1/4) est de 8. Ce ratio va nous permettre de réajuster les valeurs prises par fausse position : 1 × 8 et (1/2 + 1/4) × 8, soit 8 et 6. Nous avons bien 6² + 8² = 100.
La surface d'un carré de dix coudées de côté est donc équivalente à la surface totale de deux carrés dont les côtés sont respectivement de six et de huit coudées.

## Suites arithmétiques et géométriques
Les rares papyrus mathématiques découverts jusqu'à présent ont révélé que les Égyptiens avaient de très bonnes notions sur les suites et qu'ils savaient résoudre des problèmes à l'aide des suites arithmétiques ou géométriques.

### Suites arithmétiques
Une suite arithmétique est une suite de nombres dont chacun des termes s'obtient à partir du précédent en lui additionnant (ou en lui soustrayant) toujours la même valeur. Cette valeur est appelée en langage mathématique moderne, la raison. Par exemple, la suite (1, 3, 5, 7, 9) est une suite arithmétique de cinq termes dont la raison est 2.
Énoncé du problème R64 du papyrus Rhind

« Exemple de répartition de parts. Si on te dit : (on a) 10 heqat de blé pour 10 hommes. Et la différence entre un homme et son voisin se monte à 1/8 de heqat de blé. La répartition moyenne est de 1 heqat. Soustrais 1 de 10, il reste 9. Prendre la moitié de la différence qui est 1/16. Les 9 fois qui valent 1/2 1/16 de héqat sont à additionner à la répartition moyenne et tu dois soustraire 1/8 de héqat par homme, chacun pris jusqu'au dernier. À faire selon ce qui doit se produire. »

|  | Fractions        | Binaire | # pour 1/16               |
|  | ---------------- | ------- | ------------------------- |
|  | 1 1/2 1/16       | 11001   | ######################### |
|  | 1 1/4 1/8 1/16   | 10111   | #######################   |
|  | 1 1/4 1/16       | 10101   | #####################     |
|  | 1 1/8 1/16       | 10011   | ###################       |
|  | 1 1/16           | 10001   | #################         |
|  | 1/2 1/4 1/8 1/16 | 01111   | ###############           |
|  | 1/2 1/4 1/16     | 01101   | #############             |
|  | 1/2 1/8 1/16     | 01011   | ###########               |
|  | 1/2 1/16         | 01001   | #########                 |
|  | 1/4 1/8 1/16     | 00111   | #######                   |
|  |                  |         |                           |
|  | 10               |         |                           |

Explication
Le problème consiste à partager dix heqat de blé entre dix hommes. On peut désigner leurs parts respectives par H1, H2, H3, H4, H5, H6, H7, H8, H9 et H10. Les dix heqat de blé représentent le total des parts à distribuer. Nommons le S. Soit N le nombre de parts. Chaque homme ne possédera pas la même quantité d'heqat. Pris dans l'ordre, chacun obtiendra 1/8 d'heqat de plus que son prédécesseur. Soit H2 = H1 + 1/8, H3 = H2 + 1/8 et ainsi de suite, le dernier individu ayant la plus grande part. 1/8 représente la raison de la suite donc R = 1/8.
Le scribe détermine en premier lieu la valeur moyenne de heqat que l'on distribuera à chaque homme, soit S/N = 10/10 = 1.
Ensuite, il calcule le nombre de différences effectuées sur l'ensemble des dix individus. Il y en a N-1 = 10-1, soit neuf. Il vient R/2 = 1/16, puis R/2 * (N-1) = 1/16 * 9 = 1/2 + 1/16. Le plus grand terme est donné par R/2 * (N-1) + S/N = 1/2 + 1/16 + 1.
On a donc les dix parts suivantes :
|  | H10 = 1 + 1/2 + 1/16.                  |  |
|  | H9 = H10 - 1/8 = 1 + 1/4 + 1/8 + 1/16  |  |
|  | H8 = H9 - 1/8 = 1 + 1/4 + 1/16         |  |
|  | H7 = H8 - 1/8 = 1 + 1/8 + 1/16         |  |
|  | H6 = H7 - 1/8 = 1 + 1/16               |  |
|  | H5 = H6 - 1/8 = 1/2 + 1/4 + 1/8 + 1/16 |  |
|  | H4 = H5 - 1/8 = 1/2 + 1/4 + 1/16       |  |
|  | H3 = H4 - 1/8 = 1/2 + 1/8 + 1/16       |  |
|  | H2 = H3 - 1/8 = 1/2 + 1/16             |  |
|  | H1 = H2 - 1/8 = 1/4 + 1/8 + 1/16       |  |
|  |                                        |  |
|  | Total = 10                             |  |

Par une méthode empirique, le scribe a donc retrouvé la propriété des suites arithmétiques et appliqué les formules suivantes :
{\displaystyle \ H_{N}=(S/N)+(N-1)*R/2\,}
puis {\displaystyle \ H_{n-1}=H_{n}-r\,}

### Suites géométriques
Une suite géométrique est une suite de nombres dont chacun des termes s'obtient à partir du précédent en le multipliant toujours par la même valeur. Par exemple, la suite {1; 3; 9; 27; 81} est une suite géométrique de cinq termes dont la raison est trois.
Ce type de suite fut usité, mais les documents manquent et il est impossible de se faire une idée précise quant aux connaissances que pouvaient en avoir le scribe. Les méthodes de multiplication et de division employées par les Égyptiens sont fondées sur les puissances de deux, autrement dit une suite géométrique de raison 2, et sur les fractions 1/2, 1/4, 1/8 ... c'est-à-dire une suite géométrique de raison 1/2.
Par ailleurs, le papyrus Rhind nous fournit l'unique exemple de problème basé sur l'application des suites géométriques.
Énoncé du problème 79 du papyrus Rhind
Somme d'une suite géométrique de cinq termes, tels que le premier terme vaut 7 et le multiplicateur de chaque terme (la raison) vaut 7. Application à l'inventaire d'une maison :
| ✔ | 1 | 2 801  |
| ✔ | 2 | 5 602  |
| ✔ | 4 | 11 204 |
|   |   |        |
|   | 7 | 19 607 |

|  | Maisons | 7                                         |
|  | Chats   | 49                                        |
|  | Souris  | 343                                       |
|  | Malt    | 2 401 (le scribe a noté 2 301 par erreur) |
|  | Héqat   | 16 807                                    |
|  |         |                                           |
|  |         | 19 607                                    |

## Applications
Diverses applications de ces théories mathématiques reposaient sur ces connaissances. C'est notamment le cas de la clepsydre ou du calcul du temps basé sur des observations astronomiques.
Entre autres problèmes de géométrie, la construction de pyramides pouvait aussi requérir des connaissances mathématiques.